# Mike Kenny
Mike Kenny (29 de enero de 1945) es un deportista británico que compitió en natación adaptada. Ganó 18 medallas en los Juegos Paralímpicos de Verano entre los años 1976 y 1988.

## Palmarés internacional
| Juegos Paralímpicos | Juegos Paralímpicos                              | Juegos Paralímpicos | Juegos Paralímpicos  |
| Año                 | Lugar                                            | Medalla             | Prueba               |
| ------------------- | ------------------------------------------------ | ------------------- | -------------------- |
| 1976                | Toronto (Canadá)                                 | Medalla de oro      | 25 m braza 1A        |
| 1976                | Toronto (Canadá)                                 | Medalla de oro      | 25 m espalda 1A      |
| 1976                | Toronto (Canadá)                                 | Medalla de oro      | 25 m libre 1A        |
| 1980                | Arnhem (Países Bajos)                            | Medalla de oro      | 25 m braza 1A        |
| 1980                | Arnhem (Países Bajos)                            | Medalla de oro      | 25 m espalda 1A      |
| 1980                | Arnhem (Países Bajos)                            | Medalla de oro      | 25 m libre 1A        |
| 1984                | Nueva York (EE. UU.) Stoke Mandeville (R. Unido) | Medalla de oro      | 25 m braza 1A        |
| 1984                | Nueva York (EE. UU.) Stoke Mandeville (R. Unido) | Medalla de oro      | 25 m espalda 1A      |
| 1984                | Nueva York (EE. UU.) Stoke Mandeville (R. Unido) | Medalla de oro      | 25 m libre 1A        |
| 1984                | Nueva York (EE. UU.) Stoke Mandeville (R. Unido) | Medalla de oro      | 100 m libre 1A       |
| 1984                | Nueva York (EE. UU.) Stoke Mandeville (R. Unido) | Medalla de oro      | 75 m estilos 1B      |
| 1984                | Nueva York (EE. UU.) Stoke Mandeville (R. Unido) | Medalla de plata    | 3 × 25 m libre 1A-1C |
| 1988                | Seúl (Corea del Sur)                             | Medalla de oro      | 25 m braza 1A        |
| 1988                | Seúl (Corea del Sur)                             | Medalla de oro      | 25 m espalda 1A      |
| 1988                | Seúl (Corea del Sur)                             | Medalla de oro      | 50 m libre 1A        |
| 1988                | Seúl (Corea del Sur)                             | Medalla de oro      | 100 m libre 1A       |
| 1988                | Seúl (Corea del Sur)                             | Medalla de oro      | 75 m estilos 1A      |
| 1988                | Seúl (Corea del Sur)                             | Medalla de plata    | 3 × 25 m libre 1A-1C |